# فيوليت كينغ هنري
فيوليت كينغ هنري هي محامية وناشطة كندية، ولدت في 18 أكتوبر 1929 في كالغاري في كندا، وتوفيت في 1981 في شيكاغو في الولايات المتحدة. كانت كينغ أول محامية سوداء في كندا، وأول شخص أسود يتخرج من كلية الحقوق في مقاطعة ألبرتا، وأول شخص أسود يُقبل في نقابة المحامين في ألبرتا. كما كانت أول امرأة تُعيّن في منصب إداري رفيع في جمعية الشبان المسيحيين الأمريكية.